# Порумбень (Молдова)
Порумбень (рум. Porumbeni) — село у Кріуленському районі Молдови. Входить до складу комуни, адміністративним центром якої є село Пашкань.

## Населення
За даними перепису населення 2004 року у селі проживала 1441 особа.
Національний склад населення села:
| Національність       | Кількість осіб | Відсоток   |
| -------------------- | -------------- | ---------- |
| молдавани румуни     | 1195 137       | 82,9% 9,5% |
| українці             | 49             | 3,4%       |
| росіяни              | 41             | 2,8%       |
| болгари              | 10             | 0,7%       |
| гагаузи              | 2              | 0,1%       |
| інша / без відповіді | 7              | 0,5%       |
| Всього               | 1441           | 100%       |